# 韦阆
韦阆（？—？），字友观，京兆郡杜陵县（今陕西省西安市）人，出自京兆韦氏东眷，后燕、北魏官员，京兆韦氏阆公房始祖。

## 生平
韦阆家族世代为三辅地区显贵的豪门世族。祖父韦楷是西晋建威将军、长乐清河二郡太守，父亲韦逵在后燕慕容垂时期担任吏部郎、大长秋卿。韦阆年轻时有器量和声望，当时遇到后燕慕容氏政局混乱，韦阆到蓟城避难，魏太武帝拓跋焘征召他担任咸阳郡太守，又转任武都郡太守，恰逢杏城镇将郝温及盖吴反叛，关中扰乱，韦阆尽力安抚，只有他的辖区得以保全。魏明元帝拓跋嗣说：“我希望臣子们都和韦阆一样。”当时传为美谈。韦阆在武都郡任官十六年后去世。

## 家庭

### 子女
- 韦范，北魏高平男
- 韦道珍，北魏威远将军、扶风冯翊二郡太守[1]

## 延伸阅读
[在维基数据编辑]
 《魏書·卷45》，出自魏收《魏书》
 《北史/卷026》，出自李延壽《北史》